# Drottninggatan, Uppsala

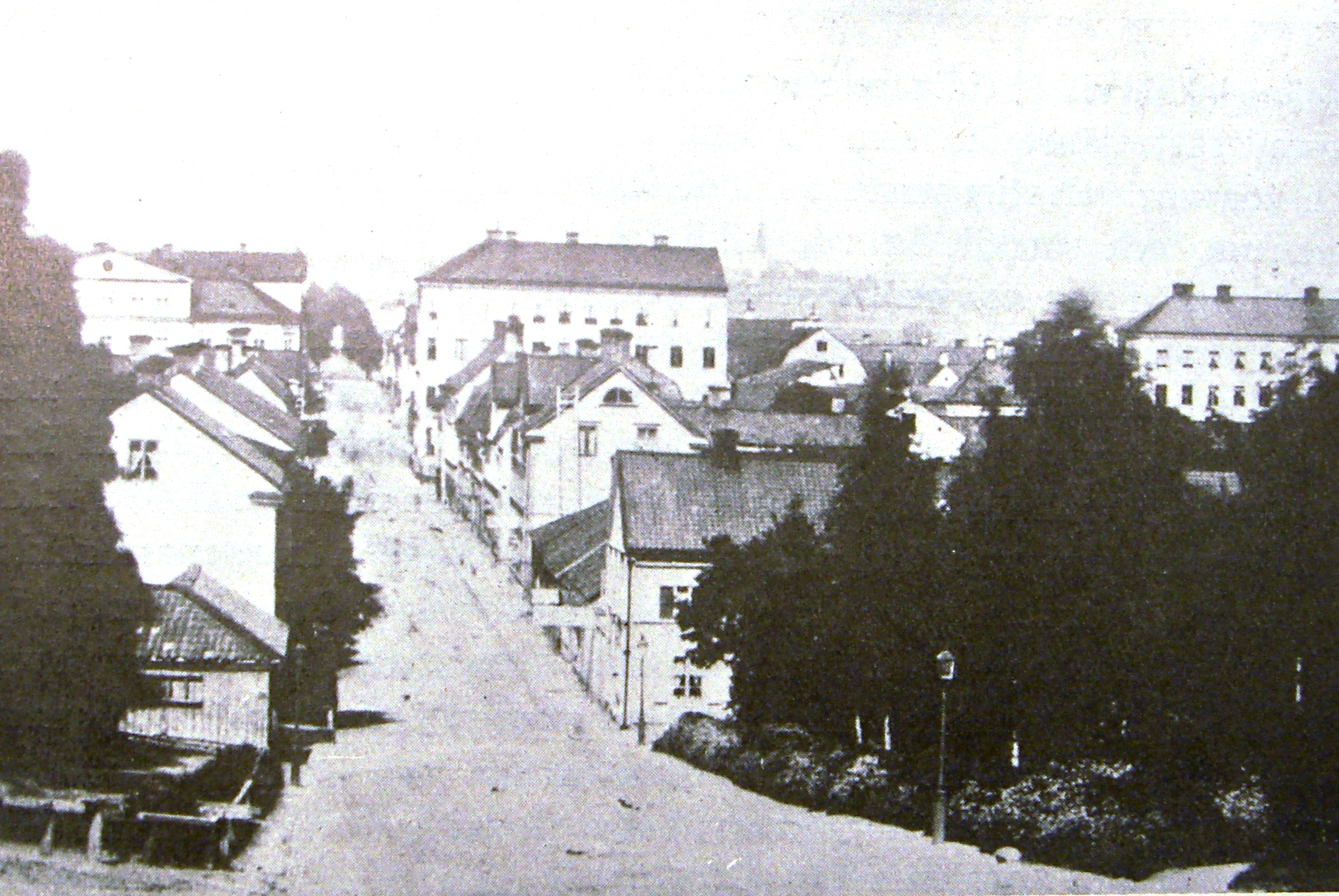
Drottninggatan på 1860-talet, utsikt mot öster från universitetsbiblioteket. Första högre huset till vänster i backen är Helga Trefaldighets skolhus.

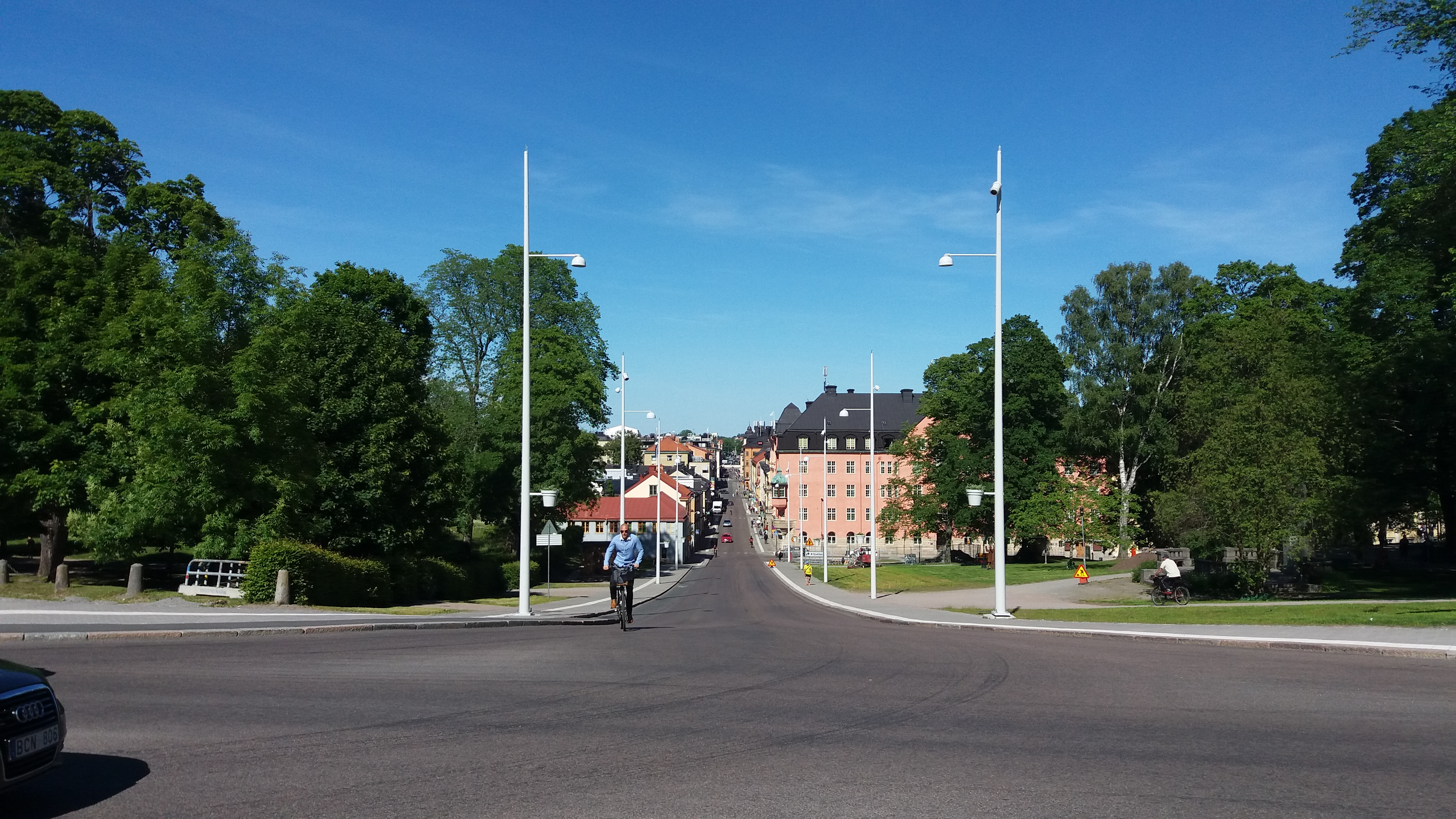
Drottninggatan från Carolina Rediviva.

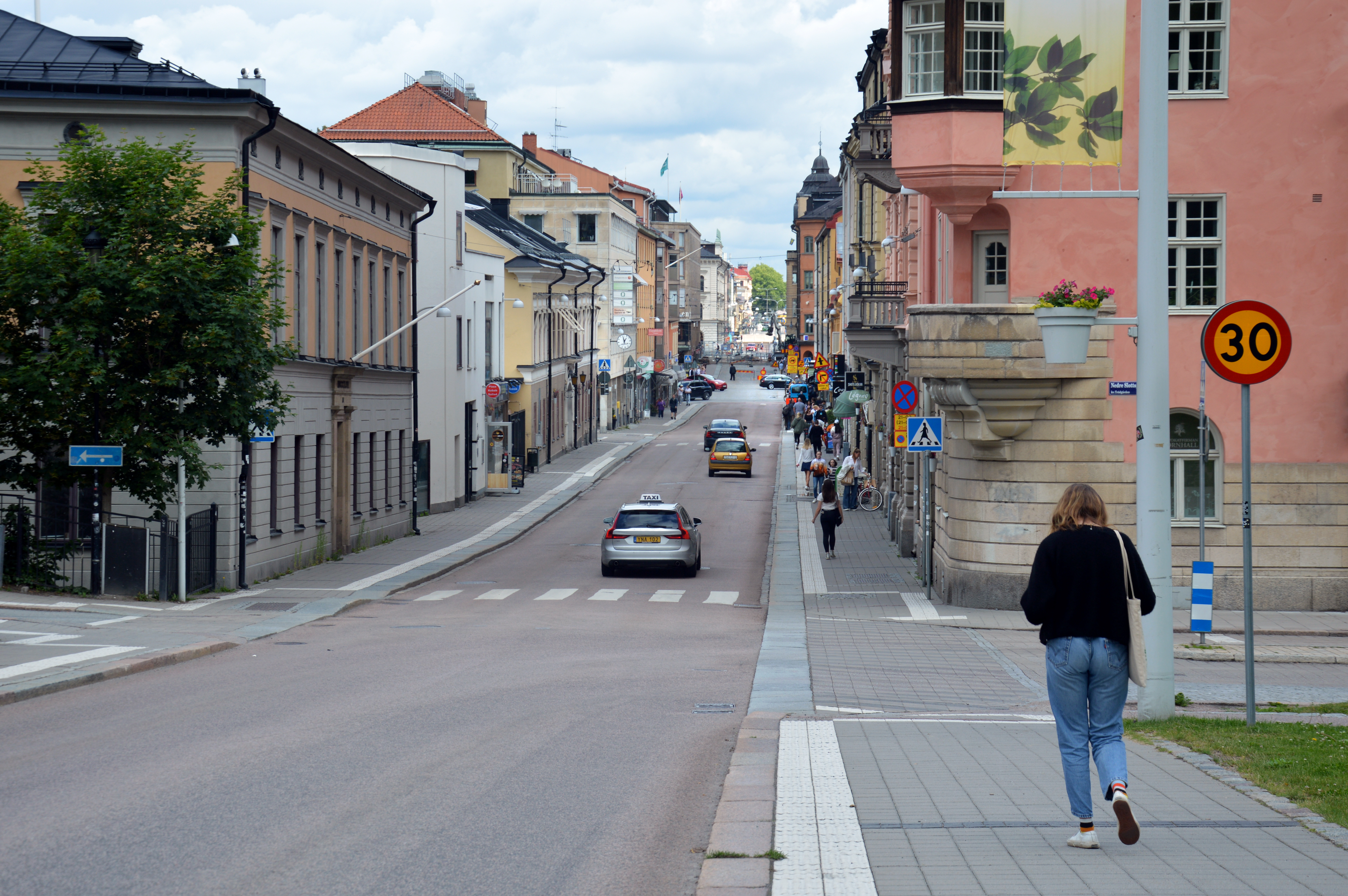
Drottninggatan vid Nedre Slottsgatan.

Drottninggatan i Uppsala utgår från Stora torget och leder upp till universitetsbiblioteket Carolina Rediviva. Gatan är tätt trafikerad av bussar. Vid Carolina Rediviva ansluter den till Dag Hammarskjölds väg och Övre Slottsgatan.
Den del av Drottninggatan som ligger ovanför Nedre Slottsgatan, i anslutning till slottsparken, kallas Carolinabacken. På sista april klockan 15.00 springer nuvarande och tidigare universitetsstudenter nedför denna backe till studentnationerna i en tradition som kallas "champagnegaloppen".

## Broar
Fyrisån korsas på Nybron. Den första bron på denna plats tillkom 1645 efter att Drottninggatan skapats i stadsregleringsplanen från 1643. Den bron var av trä, förstördes i en brand 1702, men reparerades. På 1740-talet byggdes en ny träbro, som 1775–1779 ersattes av en valvbro av sten (lik den intilliggande Dombron). Den nuvarande bron byggdes 1899 och breddades 1953. År 1956 passerades bron av över 12 000 motorfordon per dag, men idag leds stora delar av den trafiken andra vägar. Brons körfält byggdes om vid en trafikreglering 2005.

## Historia
Drottninggatan tillkom 1643 och namnet är en hyllning till Drottning Kristina och säkerligen ett lån från stadsdelen Norrmalm i Stockholm där en gata Drottninggatan, Stockholm med samma namn tillkommit några år tidigare. Fler gatunamn med koppling till Sveriges centralmakt tillkom i Uppsalas nya centrum kring Stora torget i mitten på 1600-talet. Förutom Drottninggatan även Stora Konungsgatan, dagens Kungsängsgatan, och Stora Regeringsgatan, dagens Svartbäcksgatan.

## Konst och kultur
I Carolinabacken står en staty av Gunnar Wennerberg, och direkt nedanför en staty av Glunten och Magistern. På backens krön, direkt till höger om Carolina Rediviva, står en staty av Prins Gustaf.
På gatan spelades några scener i den amerikanska filmen The Girl with the Dragon Tattoo (baserad på Män som hatar kvinnor) in 2010.

## Nummer
Avsnittet mellan Östra Ågatan (väg C 5012) och Dag Hammarskjölds väg/Övre Slottsgatan (länsväg C 602) är väg C 5016, en av Vägverket rekommenderad led för tunga lastbilar och andra större fordon vid färd genom tätorten Uppsala. Även de korsande gatorna Västra Ågatan (C 5010) och Nedre Slottsgatan (C 5015) har denna status. Vägnumret 5016 skyltas inte och sätts inte ut på allmänna vägkartor.